# Trínculo (satélite)
Trínculo , também designado como Urano XXI, é um satélite irregular retrógrado de Urano. Foi descoberto por Matthew J. Holman et al em 13 de agosto de 2001 e recebeu a designação provisória S/2001 U 1. Foi nomeado a partir de um personagem da obra de William Shakespeare A Tempestade.
Trínculo tem 18 quilômetros de diâmetro, e orbita Urano a uma distância média de 8 505 200 km em 749,40 dias.